# ZOOPARK
ZOOPARK (tidligere Næstved Zoo (2007) og Næstved Børnezoo (2009)) er en zoologisk have ved Næstved, der åbnede i påsken 2011. Parken er på næsten 9 hektar, og ligger i et bakket landskab.
Blandt attraktionerne i parken er, som det eneste sted i Danmark, den sjældne hvide bengalske tiger, samt den ligeledes truede orange bengalske tiger. Derudover har haven blandt andet alpakaer, nanduer, kameler, slanger, kænguruer, europæisk los samt fugle, små aber, krybdyr og forskellige slags husdyr. I parken er der endvidere en stor naturlegeplads, samt en souvenirbutik.

## Historie
ZOOPARK blev grundlagt i 2007 under navnet Næstved Zoo af Peter Bo Rasmussen. I 2009 gik parken konkurs og fik nye ejere, hvorfor parken blev omdøbt til Næstved Børnezoo. I 2011 blev parken solgt til "Spoocky" Sébastien Lambert og fik det nye navn ZOOPARK..
ZOOPARK har siden 2011 sæsonåbent fra påske til og med efterårsferien (dvs. fra medio april til medio oktober).
I 2012 fødte ZOOPARKs huntiger, Raja tre tigerunger, hvoraf to havde den sjældne farvevariation Golden Tabby Tiger.
Parken har siden efteråret 2015 været i gang med en større renovering og etablering af nye anlæg. Der er kommet flere nye dyreracer, bl.a.silkeaber, pragtegern, emuer, fugleedderkop og smaragdænder hjem. Projektet forventes færdigt i 2017.
I december 2014 konstaterede politiet, at to toiletvogne i parken, til en værdi på 100.000 kroner har været købt på det sorte marked. Det blev direktør og ejer af parken, Spoocky S. Lambert, blevet sigtet for, og i marts blev sagen kørt som en tilståelsessag, ifølge politianklager Susanne Bluhm.
I 2015 blev han også politianmeldt og kom i retten for en stjålet minigraver der stod i parken. Ejeren vidnede at den var stjålet, og minigraveren blev konfiskeret.
I sommeren 2016 opdagede en besøgende familie en grav med døde dyr. Det kom frem, at man havde haft til hensigt at lade dyrene forrådne, for senere at kunne benytte de tilbageblevne knogler til skolebrug. Man kunne dog ikke huske navnet på den konservator der skulle have anbefalet at man gjorde på denne måde, da det ikke er en måde man har benyttet i mange år. ZOOPARK og ejer Spoocky Lambert blev politianmeldt, da det i Danmark er ulovligt at begrave større antal dyr pga. smittefaren. Spoocky Lambert erkendte sig skyldig i ulovlig nedgravning af dyr, og fik en bøde.
I juni 2020 udkom mediet Heartbeat med en artikel om ejeren Spoocky Lambert og Zoopark, hvor tidligere ansatte fortalteom nogle af deres oplevelser i parken med ejeren, der bl.a. beskrev dyremishandling, og hvordan Lambert løb rundt i parken med et gevær og skød efter de grise, der var kommet ud af deres indhegning.
Kort tid efter i 2020 blev ejer Spoocky S. Lambert politianmeldt for ulovlig pengeindsamling under Corona.
den 29. juni 2021 blev der udført en større politiaktion i Zoopark, hvor politiet konfiskerede ca. 5,7 kilo cannabis samt udstyr fra skunklaboratorium, der befandt sig på stedet. Ejer Spoocky S. Lambert blev sigtet i sagen  Den 4. oktober 2022 kom Lambert for retten, hvor han blev dømt 3 måneders betinget fængsel for besiddelse af narkotika, efter fundet af i et cannabis-laboratorie i parken.